# Benna gorgyra
Benna gorgyra är en insektsart som beskrevs av Ronald Gordon Fennah 1970. Benna gorgyra ingår i släktet Benna och familjen kilstritar. Inga underarter finns listade i Catalogue of Life.